# 苔菲
苔菲（俄语：Тэ́ффи，1872年5月21日—1952年10月6日），本名娜杰日达·亚历山德罗芙娜·洛赫维茨卡娅（俄语：Наде́жда Алекса́ндровна Лохвицкая），婚后随夫姓布钦斯卡娅（俄语：Бучинская），是俄罗斯白银时代的女性作家、诗人、翻译家，尤以幽默、讽刺作品见长。

## 生平
苔菲1872年5月21日出生于圣彼得堡一个知识分子家庭。父亲是著名的犯罪侦察学教授，她的姐姐米拉·洛赫维茨卡娅是著名的女诗人。她写过诗歌、剧本和小说，其中尤其以幽默短篇小说闻名，在十月革命之前为俄国各阶层人民喜爱。1901年她在《北方》（«Север»）杂志上发表叙事诗《七颗宝石》，但未能获得好评。1905年她曾为《新生活报》撰稿，短暂地与布尔什维克合作，不过她反对布尔什维克、十月革命。十月革命后，她流亡法国巴黎。她在巴黎的侨民杂志上继续发表作品。1946年斯大林曾经下令叫访问巴黎的爱伦堡与西蒙诺夫动员她与伊万·蒲宁回国，但遭到了苔菲的拒绝。
1952年10月6日病逝于巴黎，享年80岁。

## 中译
- 《俄罗斯文艺》1994年第四期：《苔菲作品选译》，蓝英年、李莉译
- 《世界文学》2004年第一期：《俄罗斯女作家苔菲作品选》　张冰、荣洁译[2]